# Leopoldo Brenes Solórzano
Leopoldo José Brenes Solórzano (Ticuantepe, 7 maart 1949) is een Nicaraguaans geestelijke en een kardinaal van de Rooms-Katholieke Kerk.
Brenes Solórzano werd op 16 augustus 1974 priester gewijd. Op 13 februari 1988 werd hij benoemd tot hulpbisschop van Managua en titulair bisschop van Maturba; zijn bisschopswijding vond plaats op 19 maart 1988.
Brenes Solórzano werd op 2 november 1991 benoemd tot bisschop van Matagalpa. Op 1 april 2005 volgde zijn benoeming tot aartsbisschop van Managua. Hij was de opvolger van Miguel Obando Bravo die met emeritaat was gegaan.
Brenes Solórzano werd tijdens het consistorie van 22 februari 2014 kardinaal gecreëerd.  Hij kreeg de rang van kardinaal-priester. Zijn titelkerk werd de San Gioacchino ai Prati di Castello.